# Kimi Djabaté
Kimi Djabaté (Guiné-Bissau, 20 de janeiro de 1975) é um músico de afrobeat/blues da Guiné-Bissau. Baseado nos arredores da cidade de Lisboa, em Portugal, ele continua sendo um dos elos contemporâneos do legado musical da África Ocidental.

## Juventude
Djabaté nasceu em uma família pobre, mas musicalmente talentosa em Tabatô, na Guiné-Bissau; era uma região reconhecida como um centro para música, dança e outras artes criativas. O seu interesse pela música teve início aos três anos, quando começou a tocar balafon, o xilofone africano, e ele foi aprendendo rapidamente outros instrumentos tradicionais. Na sua pré-adolescência, saiu de casa para a aldeia vizinha de Sonako para estudar o kora. Isso lhe ajudou no futuro a desenvolver a sua habilidade para tocar a guitarra. Seu talento como músico se tornou muito mais do que um passatempo de infância, já que ele era obrigado a tocar em cerimônias locais para ajudar a contribuir para à renda da sua família. Isto se transformou em uma fonte de conflito para Djabaté e para a sua família. Seus pais e seu tio lhe forçaram a fazer concertos contra a sua vontade, o que tirou muito do seu tempo livre que os outros jovens da sua idade desfrutavam.
Ao pressionar Djabaté a fazer concertos, seus pais e seu tio proporcionaram ao jovem fenômeno uma formação excelente na música tradicional de Mandingo. Entretanto, Djabaté estava interessado também nos gêneros populares africanos, como o estilo de música de dança local gumbé, o afrobeat nigeriano, a morna cabo-verdiana, sem mencionar o jazz e o blues ocidentais, todos os quais influenciaram a sua música. 
Ele tem uma filha chamada Nora e um filho chamado Ali.

## Carreira musical
Após fazer uma turnê na Europa com o conjunto nacional de música e dança da Guiné-Bissau, Djabaté se estabeleceu em Lisboa, Portugal. Desde então, ele tem morado na Europa, mas segue dedicado à música com que cresceu ouvindo e praticando na Guiné-Bissau. Na Europa, Djabaté colaborou com vários artistas, incluindo Mory Kanté e Waldemar Bastos. Em 2005, Djabaté lançou seu primeiro álbum solo, Teriké, que lançou de forma independente. O segundo álbum solo de Djabaté, Karam, foi lançado em 28 de julho de 2009 pelo selo Cumbancha. Este álbum de um disco e quinze músicas trata de temas sobre a realidade social e política, o sofrimento do povo africano, a luta contra a pobreza, a liberdade, os direitos das mulheres, e o amor.

## Discografia
- Teriké (2005)
- Karam (2009)
- Kanamalu (2016)
- Dindin (2023)